# چستر شیفر
چستر شیفر (انگلیسی: Chester Schaeffer; ۹ سپتامبر ۱۹۰۲ – ۵ ژانویهٔ ۱۹۹۲) یک تدوین‌گر اهل ایالات متحده آمریکا بود.

## فیلم‌شناسی
- روح کانترویل (۱۹۴۴)
- نامه‌ای برای ایوی (۱۹۴۶)
- چاه (۱۹۵۱) نامزد جایزه اسکار بهترین تدوین ۱۹۵۱
- دزد (۱۹۵۲)
- نبرد دریای کورال (فیلم) (۱۹۵۹)
- بالکن (۱۹۶۳)
- اسکار (۱۹۶۶)